# Complet necunoscuți
Complet necunoscuți je rumunský hraný film z roku 2021, který režíroval Octavian Strunilă podle italského filmu Naprostí cizinci z roku 2016. Snímek měl premiéru na mezinárodním filmovém festivalu Transilvania  dne 24. července 2021.

## Děj
Sedm přátel se schází na večeři. Během konverzace u stolu hostitelka večera nabídne, aby si zahráli hru: mobilní zařízení všech se položí uprostřed stolu a všechny zprávy, e-maily a konverzace všech budou zveřejněny ostatním. Hra postupně nabírá ostřejší a temnější obrátky, jak se začínají odhalovat tajemství jejích účastníků.

## Obsazení
| Anca Dumitra        | Maria    |
| Andreea Grămoşteanu | Dora     |
| Leonid Doni         | Marcu    |
| Ada Galeş           | Andreea  |
| Gabriel Răuţă       | Ben      |
| Alexandru Conovaru  | Ştefan   |
| Adrian Ştefan       | Toma     |
| Catia Maria Tanase  | Ana      |
| Octavian Strunilă   | poslíček |
| Virginia Rogin      | tchyně   |